# Cantimpalos (kommunhuvudort)
Cantimpalos är en kommunhuvudort i Spanien.   Den ligger i provinsen Provincia de Segovia och regionen Kastilien och Leon, i den centrala delen av landet, 80 km nordväst om huvudstaden Madrid. Cantimpalos ligger 911 meter över havet och antalet invånare är 1 297.
Terrängen runt Cantimpalos är lite kuperad. Runt Cantimpalos är det ganska glesbefolkat, med 30 invånare per kvadratkilometer. Närmaste större samhälle är Segovia, 14,4 km söder om Cantimpalos. Trakten runt Cantimpalos består till största delen av jordbruksmark.